# Łękawa (gmina)
Łękawa (od 1953 Grocholice) – dawna gmina wiejska istniejąca do 1953 roku w woj. łódzkim. Nazwa gminy pochodzi od wsi Łękawa, lecz siedzibą władz gminy były Grocholice (obecnie dzielnica Bełchatowa).
Za Królestwa Polskiego gmina Łękawa należała do powiatu petrokowskiego (piotrkowskiego) w guberni piotrkowskiej. 19 maja?/31 maja 1870 do gminy przyłączono pozbawione praw miejskich Grocholice.
W okresie międzywojennym gmina Łękawa należała do powiatu piotrkowskiego w woj. łódzkim. Po wojnie gmina zachowała przynależność administracyjną. 1 lipca 1952 roku gmina składała się z 15 gromad: Augustynów, Bukowa, Grocholice, Janów, Kielchinów, Kurnos, Ludwików, Łękawa, Mazury, Mokracz, Oleśnik, Rząsawa, Wólka Łękawska, Zamoście i Zawadów.
21 września 1953 roku jednostka o nazwie gmina Łękawa została zniesiona przez przemianowanie na gminę Grocholice.